# Thysanomitrion
Thysanomitrion är ett släkte av bladmossor. Thysanomitrion ingår i familjen Dicranaceae.
Kladogram enligt Catalogue of Life:
| Thysanomitrion | \| \| Thysanomitrion leioneuron \| \| \| \| \| \| Thysanomitrion miserum \| \| \| \| \| \| Thysanomitrion wainioi \| \| \| \| |
|                | \| \| Thysanomitrion leioneuron \| \| \| \| \| \| Thysanomitrion miserum \| \| \| \| \| \| Thysanomitrion wainioi \| \| \| \| |
|                | Thysanomitrion leioneuron |
|                | |
|                | Thysanomitrion miserum |
|                | |
|                | Thysanomitrion wainioi |
|                | |